# Cantó de Podrinje Bosnià
El cantó de Podrinje Bosnià (bosnià:Bosansko-podrinjski kanton) és un dels 10 cantons de la Federació de Bòsnia i Hercegovina, una entitat de Bòsnia i Hercegovina. Es troba a la part centre-est del país. La seu del cantó és Goražde.

## Població
Segons el cens del 2004, el cantó tenia 35,208 residents, incloent:
- 34.743 Bosnians (98,6%)
- 418 Serbis (1,2%)
- 50 Croats (0,1%)
- 35 altres (0,1%)

## Municipis
Comprenia els territoris dels municipis de Goražde, Pale-Prača, i Foča-Ustikolina.